# Конрад V фон Вернигероде
Конрад VI (V) фон Вернигероде (на немски: Konrad VI (V) von Wernigerode; * пр. 1349; † между 13 май и 21 декември 1407) е граф на Вернигероде в Северен Харц (1358 – 1407).

## Произход
Той е най-големият син на граф Конрад IV фон Вернигероде († 1373) и съпругата му Елизабет (или Лутруд) фон Хонщайн-Херинген-Тона († сл. 1347), вдовица на граф Ото I фон Щолберг († 1337/1341), дъщеря на граф Дитрих III фон Хонщайн-Клетенберг († 1329/1330) и Елизабет фон Валдек († 1371). Брат е на граф Дитрих († 1386), Албрехт († 1419), епископ на Халберщат (1411 – 1419), граф Хайнрих IV († 1429) и Фридрих фон Вернигероде († сл. 1394), абат на манастир Илфелд (1378 – 1394). По-малък полубрат е на граф Хайнрих XVI фон Щолберг († сл. 1403).
През 1417 г. се състои наследствено побратяване с графовете на Щолберг, които управляват от 1429 г.

## Фамилия
Конрад VI фон Вернигероде се жени за Хайлвиг фон Липе († сл. 1419), дъщеря на Симон III фон Липе († 1410) и Ерменгард фон Хоя († 1422).  Те имат три дъщери:
- Маргарета фон Вернигероде († сл. 1407), омъжена за Йохан фон Залца († сл. 1406)
- София фон Вернигероде († сл. 1407)
- Кордула фон Вернигероде/графиня Карда († сл. 4 септември 1435), омъжена за граф Гюнтер V фон Линдау-Рупин († 1414)